# Gewöhnliches Tellerkraut
Das Gewöhnliche Tellerkraut (Claytonia perfoliata), auch Kubaspinat, Winterportulak oder Postelein bzw. Winterpostelein genannt, ist eine Pflanzenart aus der Gattung Tellerkräuter (Claytonia) innerhalb der Familie der Quellkrautgewächse (Montiaceae). Sie ist ursprünglich im westlichen Nordamerika beheimatet, in Mittel- und Westeuropa tritt sie als Neophyt auf. Sie wird in Mitteleuropa angebaut, ist winterhart und wird darum gelegentlich als Wintergemüse verwendet.

## Beschreibung

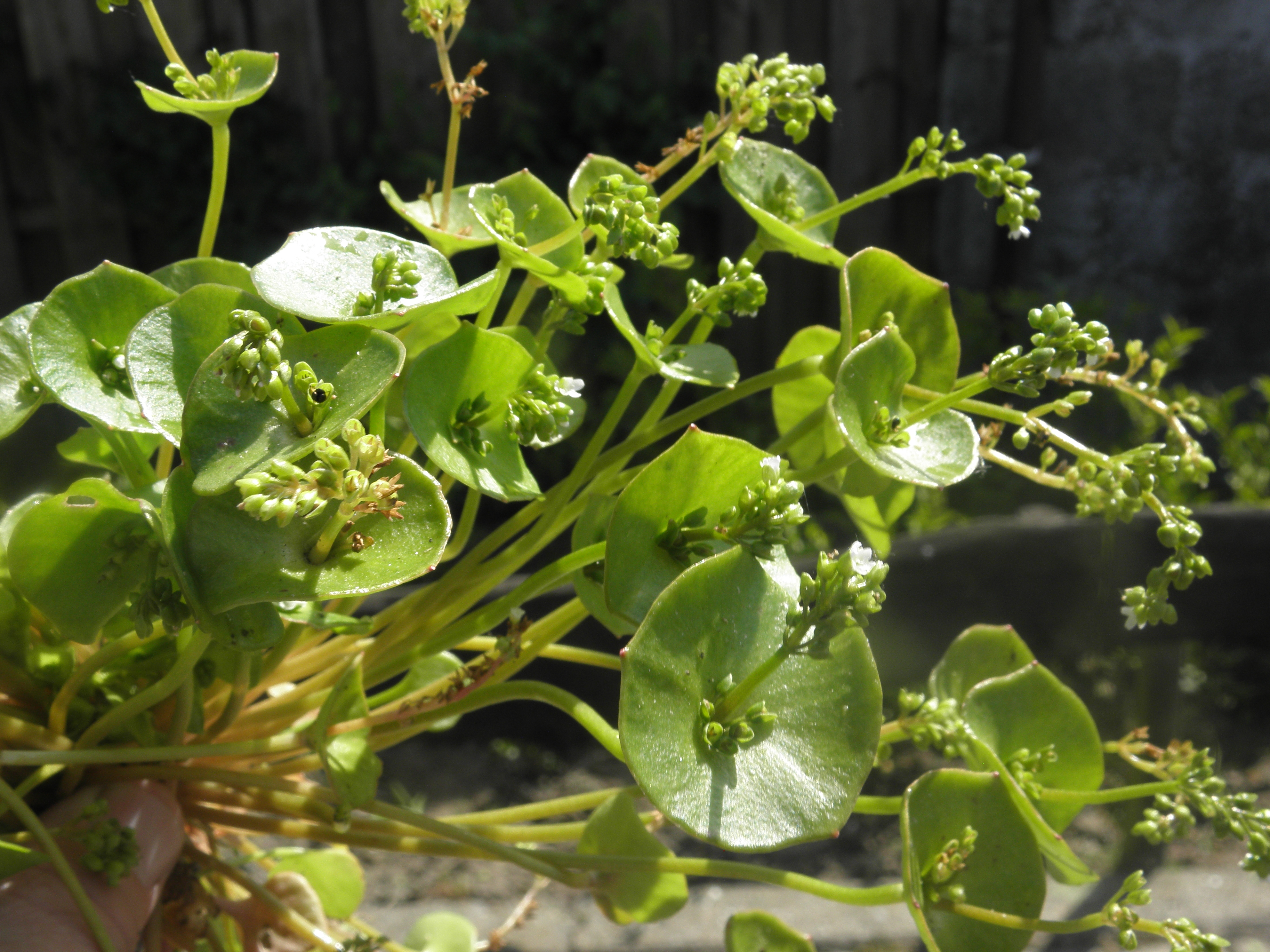
Gewöhnliches Tellerkraut (Claytonia perfoliata), blühend

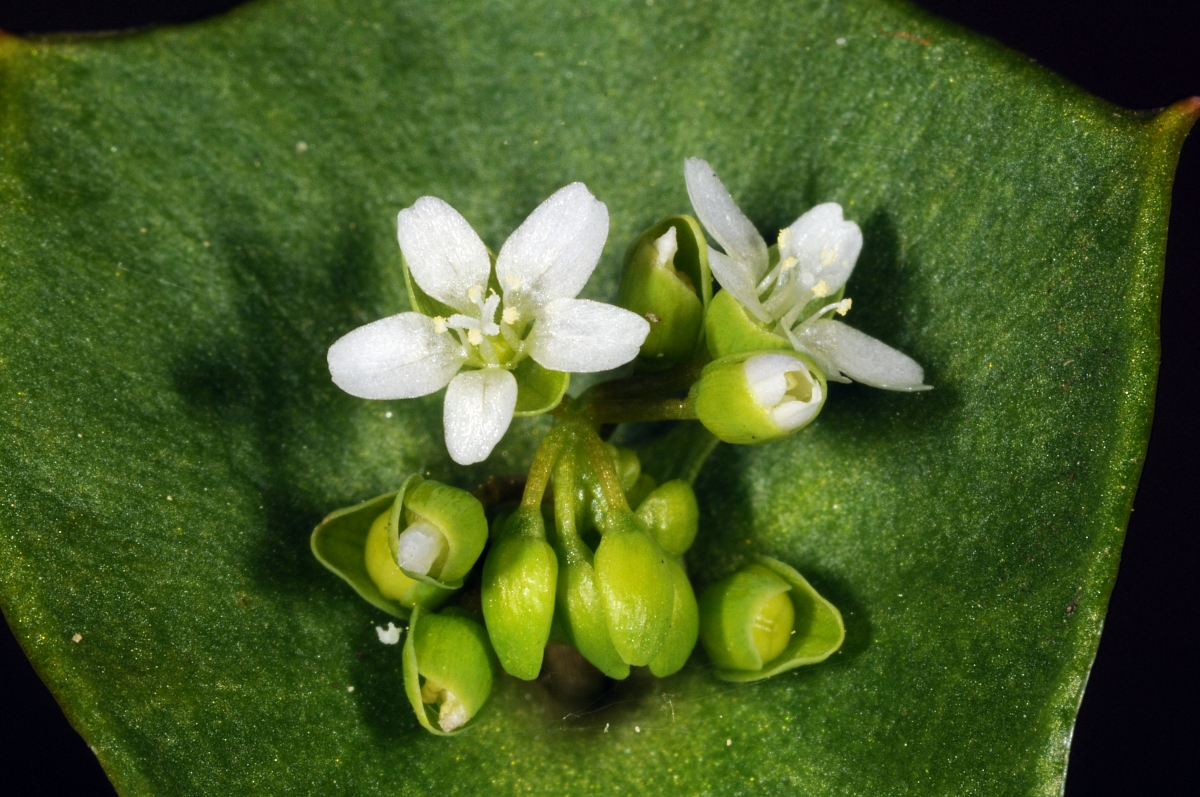
Blüten

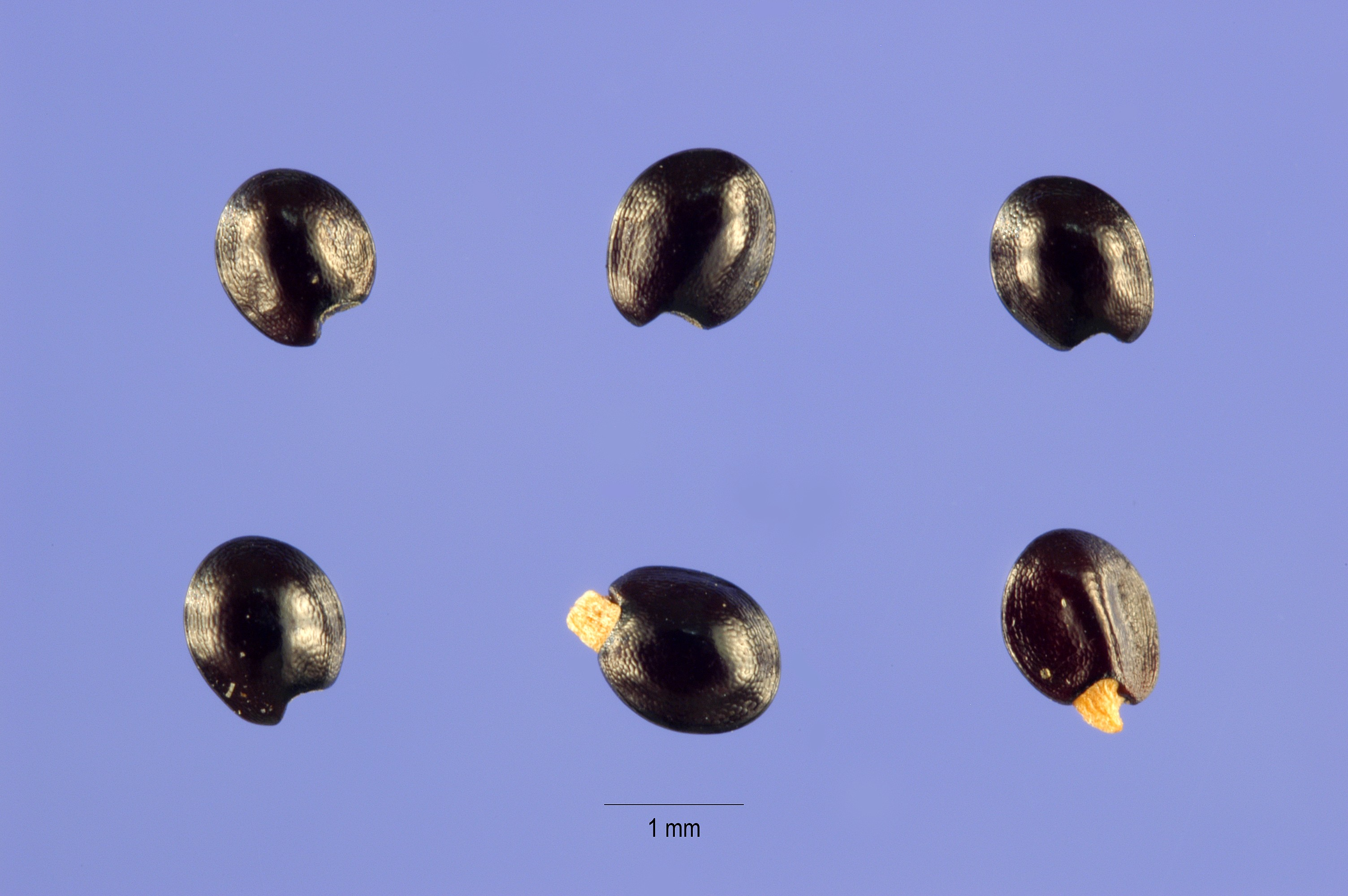
Samen mit Elaiosom

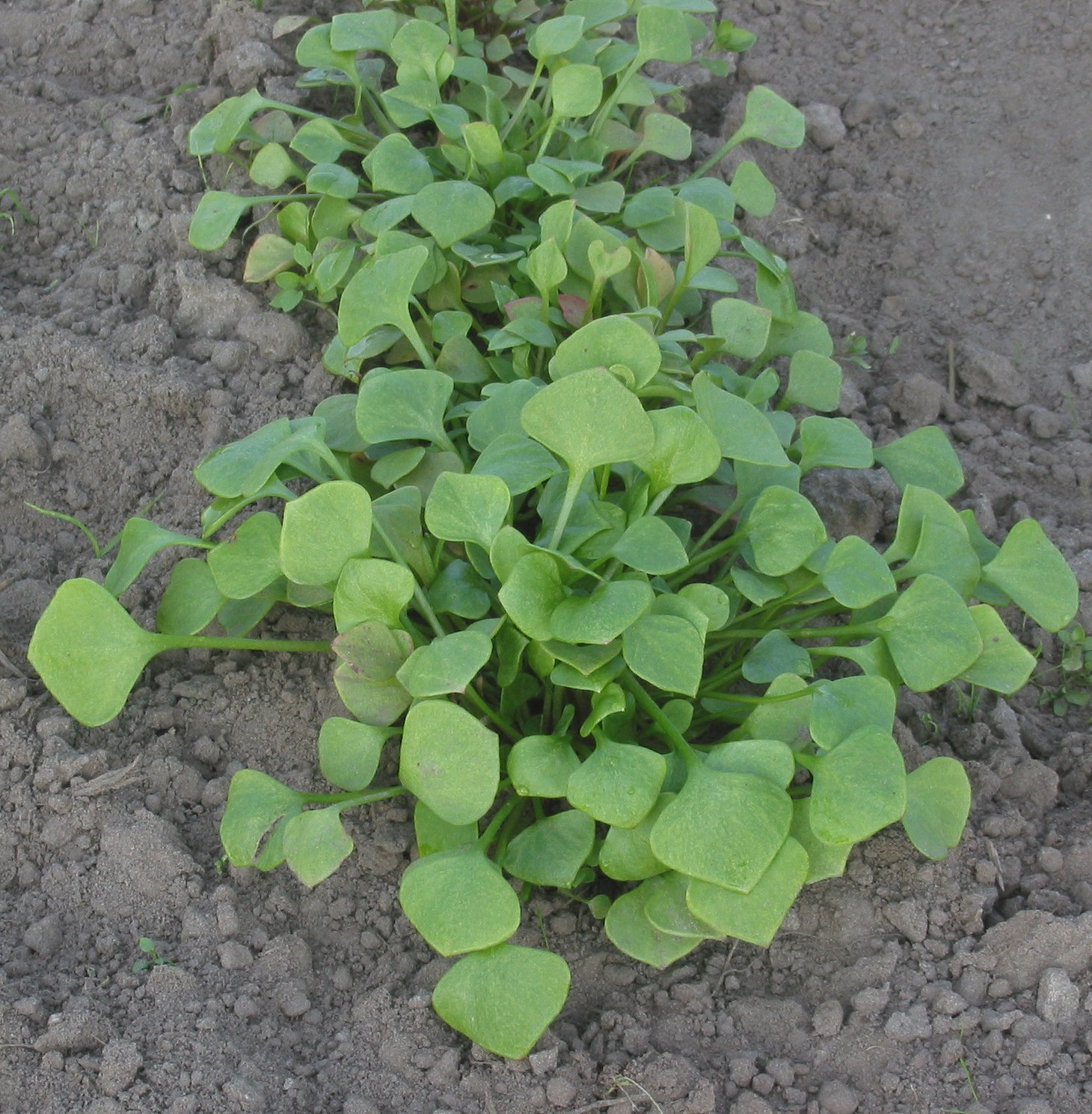
Habitus und Laubblätter

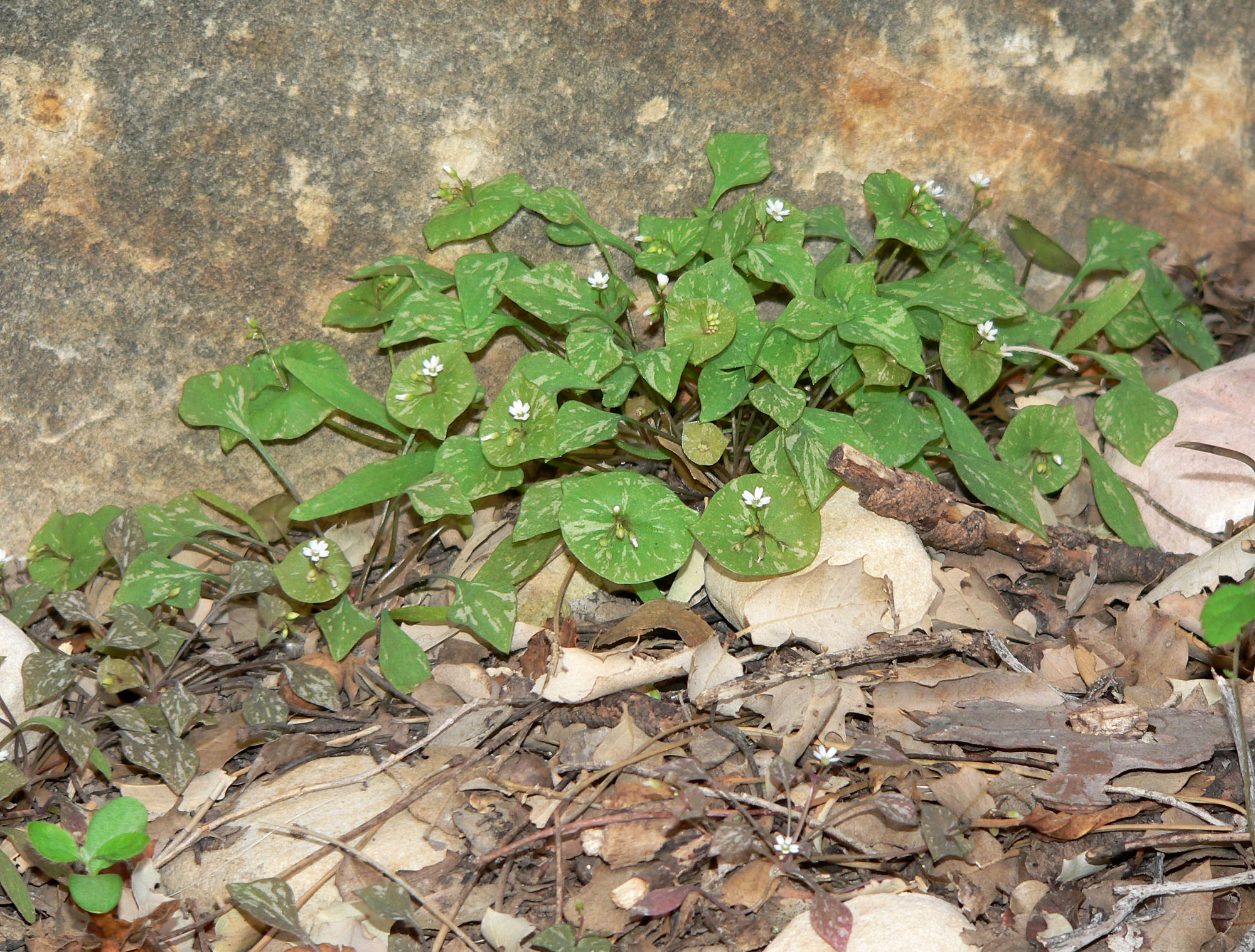
Claytonia perfoliata subsp. intermontana

### Vegetative Merkmale
Das Gewöhnliche Tellerkraut ist eine fleischige einjährige krautige Pflanze, die Wuchshöhen von 10 bis 30 Zentimetern erreicht. Sie bildet eine grundständige Blattrosette. Die ersten Grundblätter sind rhombisch-eiförmig, lang gestielt und fleischig. Spätere Blätter wachsen unterhalb des Blütenstands paarweise zu Blättern zusammen, die so aussehen, als würde ein einziges kreisrundes Blatt vom Stängel durchstoßen werden. Diese Hochblätter besitzen einen Durchmesser von bis zu 30 Millimetern. Das Gewöhnliche Tellerkraut kann aufgrund der ungewöhnlichen Blätterformen nicht mit anderen Arten verwechselt werden.

### Generative Merkmale
Oberhalb dieser Blätter erscheinen von Februar bis Mai oder Juni die gestielten Blüten in Gruppen von 5 bis 40. Die relativ kleinen, zwittrigen Blüten haben einen Durchmesser von 5 bis 8 Millimetern. Die weißen oder rosafarbenen Kronblätter sind 2 bis 4 Millimeter lang.
Die Chromosomenzahl beträgt 2n = 36: nach anderen Angaben kommen aber auch die Chromosomenzahlen 2n = 12, 24, oder 60 vor; bei Claytonia perfoliata subsp. intermontana die Chromosomenzahl 2n = 24, 36 oder 48.

## Ökologie
Das Gewöhnliche Tellerkraut ist ein Therophyt.
Es erfolgt Selbstbestäubung.
Claytonia perfoliata bietet Lebensraum für Schmetterlingsraupen der Arten Annaphila abdita, Annaphila arvalis, Annaphila diva und Hyles lineata.

## Vorkommen
Die Heimat des Gewöhnlichen Tellerkrauts ist in den Berg- und Küstenregionen im Westen Nordamerikas, und zwar vom südlichen Alaska und zentralen British Columbia bis nach Mittelamerika. Am häufigsten kommt es in Kalifornien im Sacramento Valley und nördlichen San Joaquin Valley vor. Claytonia perfoliata ist in weiten Gebieten in Mittel- und Westeuropa, auf der Südhalbkugel im südlichen Argentinien, in Australien und Neuseeland ein Neophyt, weitere adventive Vorkommen befinden sich. In Europa ist sie ein Neophyt in Portugal, Spanien, Frankreich, Korsika, Italien, Großbritannien, Irland, Belgien, Luxemburg, den Niederlanden, Deutschland, Tschechien, Dänemark und Schweden.
In Mitteleuropa ist das Gewöhnliche Tellerkraut vor allem im nordwestlichen Tiefland verbreitet. Es gedeiht auf Äckern und kurzlebigen Unkrautfluren und erscheint nach dem ersten heftigen Frühlingsregen.
Nach Ellenberg ist das Gewöhnliche Tellerkraut eine Halbschatten- bis Halblichtpflanze, es zeigt Mäßigwärme bis Wärme, Frische, Schwachbasen und Stickstoffreichtum an und verträgt weder Salz noch Schwermetalle. Es gedeiht in Mitteleuropa auf nährstoffreichen, vorzugsweise sandigen Böden in Gesellschaften des Verbands Alliarion.

## Namensgebung und Trivialnamen
Die Artbezeichnung perfoliata („mit durchwachsenen Blättern“) und der deutsche Trivialname Tellerkraut beziehen sich auf die Hochblätter, die den Stängel flächig umschließen. Kubaspinat heißt diese Pflanzenart, weil Siedler sie von Nordwestamerika in die Karibik mitbrachten, von wo sie über Australien im Jahr 1749 nach Westeuropa kam. Die Trivialnamen miner’s lettuce und Indian lettuce erhielt Claytonia perfoliata schließlich, weil Indianer und Bergleute es als Salatpflanze nutzten.
Im englischen Sprachraum wird es miner’s lettuce, spring beauty oder Indian lettuce genannt.

## Systematik
Die Erstveröffentlichung von Claytonia perfoliata erfolgte 1798 durch Carl Ludwig von Willdenow in Species Plantarum, 4. Auflage, Seite 1186. Willdenow schrieb den Namen aber James Donn zu. Ein Synonym für Claytonia perfoliata Donn ex Willd. ist Montia perfoliata (Donn ex Willd.) Howell.
Von Claytonia perfoliata gibt es je nach Autor drei geografisch definierte Unterarten, die sich in Nordamerika voneinander getrennt haben:
- Claytonia perfoliata Donn ex Willd. subsp. perfoliata: Von dieser Unterart werden weitere Varietäten genannt.
- Claytonia perfoliata subsp. intermontana John M.Miller & K.L.Chambers: Sie kommt in British Columbia, in Oregon, Washington, Colorado, Idaho, Montana, Nevada, Utah, Wyoming, Arizona und Kalifornien vor.[8]
- Claytonia perfoliata subsp. mexicana (Rydberg) John M.Miller & K.L.Chambers: Sie kommt in Arizona, Kalifornien, New Mexico, Mexiko und in Guatemala vor.[8]

Claytonia perfoliata var. utahensis (Rydb.) Poelln. wird besser als Unterart Claytonia parviflora Douglas ex Hook. subsp. utahensis (Rydb.) John M.Miller & K.L.Chambers zu Claytonia parviflora gestellt. Sie kommt in Arizona, Kalifornien, Nevada, Utah und in Mexiko (Baja California) vor.

## Inhaltsstoffe
Die Laubblätter enthalten Vitamin C, Magnesium, Kalzium und Eisen, aber wenig von dem unerwünschten Nitrat, das bei anderen Salatpflanzen oft ein Problem ist. Hohe Konzentrationen von Oxalsäure und Oxalat wurden in allen Pflanzenteilen nachgewiesen, daher wird vom Verzehr größerer Mengen der rohen Pflanze abgeraten (siehe auch Spinat).

## Kultivierung und Küche
Die Samen des Kubaspinats keimen erst bei einer Temperatur unter 12 °C und werden darum in der Zeit von September bis März ausgesät (daher Winterportulak). Der im Handel angebotene Kubaspinat stammt fast ausschließlich aus Gewächshäusern. Die Ernte wird schon in einem frühen Stadium des Wachstums vorgenommen. Wenn die zarten Blätter nicht zu tief abgeschnitten werden, sind mehrere Ernten in der Saison von November bis April möglich. Zur Lagerung legt man die fleischigen Blätter des Gewöhnlichen Tellerkrauts locker in eine mit einem feuchten Tuch abgedeckte Schüssel. So bleiben die Blätter im Kühlschrank bei 2 bis 4 °C maximal sechs bis acht Tage haltbar.
Das Gewöhnliche Tellerkraut ist fast in seiner Gesamtheit genießbar: Junge Blätter, Stängel und auch Blüten können roh, ältere Blätter eher nur gekocht verzehrt werden. Rohe Blätter sind im Geschmack dem Feldsalat sehr ähnlich, jedoch mit weniger Aroma. Gekocht schmecken sie ähnlich dem Spinat.

## Ethnobotanik
Das Gewöhnliche Tellerkraut wurde nicht nur von kalifornischen Minenarbeitern während des Goldrauschs verzehrt. Belege gibt es auch über die Verwendung als Nahrungsmittel und Heilkraut durch Indianer. So sollen die Shoshonen diese Pflanzenart in Breiumschlägen gegen rheumatische Schmerzen verwendet haben. Die Nlaka'pamux benutzten sie bei Augenschmerzen und die Mahuna tranken den Saft bei Appetitlosigkeit. Über die Verwendung als Nahrungsmittel gibt es Nachweise bei mehreren anderen Indianerstämmen.